# Чекалдинка
Чекалдинка (тат. Чыкалда) — река в Татарстане и Удмуртии, правый приток реки Кырыкмас. Длина реки, по разным данным, 19 или 17,8 км. Площадь водосборного бассейна — 58,2 или 115 км².

## География
Протекает по Сарапульской возвышенности в Татарстане и Удмуртии. Исток — на высоте 170 м в 2,5 км к юго-востоку от села Старая Чекалда в Агрызском районе Татарстана, устье — на высоте 68 м в 5,5 км к северо-западу от села Кадряково на территории Киясовского района Удмуртии.